# Horst Bellingrodt
Pour les articles homonymes, voir Bellingrodt.
Horst Fedrico Bellingrodt Wolf, né le 7 mai 1958, est un tireur sportif colombien.

## Biographie
Horst Billingrodt est le fils d'un père colombien et d'une mère allemande. Il a deux frères et une sœur.
Il est sacré champion du monde de tir par équipe en 1978 avec ses frères Helmut et Hanspeter. Il participe aux Jeux olympiques d'été de 1984 se tenant à Los Angeles, se classant onzième en cible mobile à 50 mètres.